# Catholic University of America

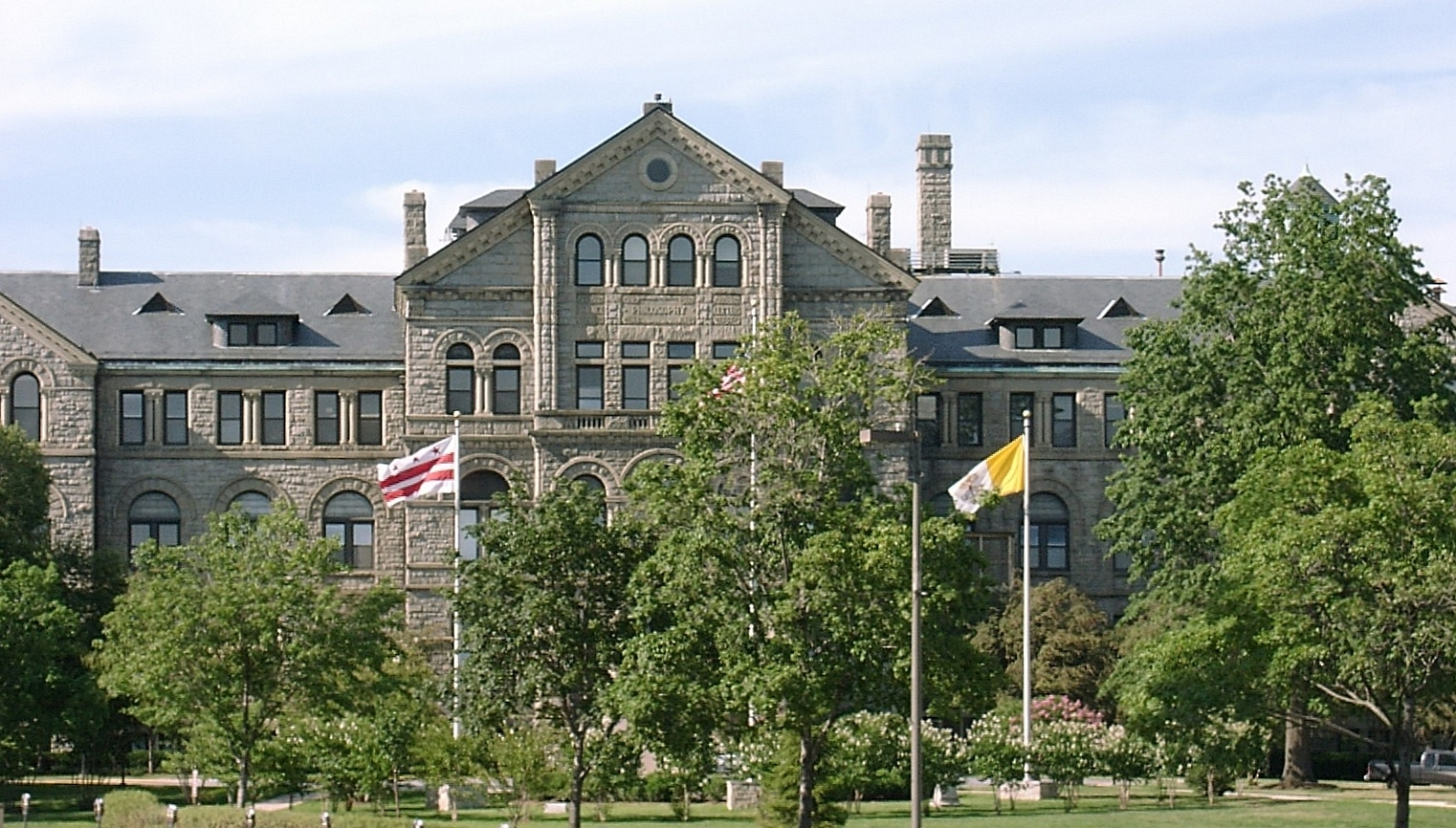
Catholic University of America, Washington D.C

Catholic University of America är ett privat, katolskt universitet beläget i Washington, D.C., USA, grundat 1887.